# Weidenblättriger Hammerstrauch
Der Weidenblättrige Hammerstrauch (Cestrum salicifolium) ist eine Pflanzenart aus der Gattung der Hammersträucher (Cestrum). 

## Beschreibung
Der Weidenblättrige Hammerstrauch ist ein 2 bis 3 m hoher Strauch mit schlanken, unbehaarten Zweigen. Die Laubblätter stehen wechselständig, sind häutig, elliptisch- oder eiförmig-lanzettlich. Sie werden 8,3 bis 17 cm lang und 0,8 bis 3 cm breit. Nach vorn hin sind sie zugespitzt, die Basis ist spitz und läuft in den 3 bis 8 mm langen Blattstiel über. Der Blattrand ist gewellt. Die Oberseite ist dunkelgrün und glänzend, die Unterseite ist blasser. Die Blätter sind unbehaart, sie haben 17 bis 18 Paar Seitenadern und sind dazwischen netzartig geadert. 
Die Blütenstände stehen sowohl endständig als auch in den Achseln. In den Achseln bestehen die Blütenstände nur aus einer einzigen Blüte, die endständigen Blütenstände sind fünf bis neunblütige Trauben. Die Blütenstandsstiele sind fadenförmig und 2 bis 8 mm lang, die Blütenstiele sind 3 bis 5 mm lang. Der Kelch ist röhrenförmig, 4 mm lang, behaart, mit fünf Kelchzähnen besetzt und von fünf Adern durchzogen. Die Kelchlappen sind dreieckig, leicht zugespitzt bis stumpf und am Rand filzig behaart. Die Krone ist grünlich-weiß und 2,8 bis 3 cm lang. Die Kronröhre ist nahezu zylindrisch, die Kronlappen sind eiförmig-lanzettlich, spitz oder zugespitzt und 7,5 mm lang. Der Rand ist behaart. Die Staubfäden besitzen einen ausgeprägten Zahn.
Die Beerenfrüchte sind eiförmig oder elliptisch und sind etwa 6 mm lang. Sie enthalten 4 mm lange, schwarze, langgestreckte Samen.

## Vorkommen
Die Art kommt in Venezuela vor, mindestens ein Exemplar wurde auch auf Puerto Rico gesammelt.